# Alexandra Worisch
Alexandra „Xandi“ Worisch (* 29. September 1965 in Wien) ist eine ehemalige österreichische Synchronschwimmerin. Sie gewann bei Europameisterschaften einmal Gold und je zweimal Silber und Bronze.

## Karriere
Alexandra Worisch nahm an den Weltmeisterschaften 1978 in West-Berlin teil und belegte den zwölften Platz im Solo-Wettbewerb. 1981 bei den Europameisterschaften in Split gewann Worisch im Solo-Wettbewerb die Silbermedaille hinter der Britin Carolyn Wilson. Im Duett siegten die Britinnen vor den Niederländerinnen, dahinter erhielten Worisch und Eva-Maria Edinger die Bronzemedaille. Bei den Weltmeisterschaften 1982 in Guayaquil wurde Worisch Neunte im Solo und Achte im Duett mit Edinger. 1984 in Los Angeles stand Synchronschwimmen erstmals auf dem Programm von Olympischen Spielen. Im Duett wurden Worisch und Edinger Zehnte der Qualifikation, nur die acht besten Duos erreichten das Finale. Worisch belegte dann auch im Einzel den zehnten Platz, auch hier erreichten nur die ersten acht Schwimmerinnen die Entscheidung.
1985 bei den Europameisterschaften in Sofia gewann Carolyn Wilson zum dritten Mal in Folge den Europameistertitel im Solo. Hinter der Französin Muriel Hermine erhielt Worisch die Bronzemedaille. Im Duo siegten Worisch und Edinger vor den Französinnen und den Britinnen. 1986 wurde Worisch im Solowettbewerb Fünfte bei den Weltmeisterschaften in Madrid. In ihrem letzten großen internationalen Wettkampf gewann Alexandra Worisch 1987 bei den Europameisterschaften in Straßburg die Silbermedaille im Solo hinter Muriel Hermine.
Alexandra Worisch startete für die Schwimm-Union Wien. Sie wurde anfangs von ihrer Mutter Eva trainiert, dann von der Engländerin Dawn Zajac und schließlich von der Kanadierin Sharon Hambrook.
Alexandra Worisch war nach ihrer aktiven Laufbahn zunächst als Trainerin tätig. Später wurde sie Physiotherapeutin in Wolkersdorf im Weinviertel. Sie ist die Tochter der Wasserspringer Eva Pfarrhofer und Franz Worisch. Alexandras Bruder Michael Worisch nahm als Wasserspringer ebenfalls an Olympischen Spielen teil. Die Synchronschwimmerin Nadine Brandl ist ihre Nichte.